# MTU Cup

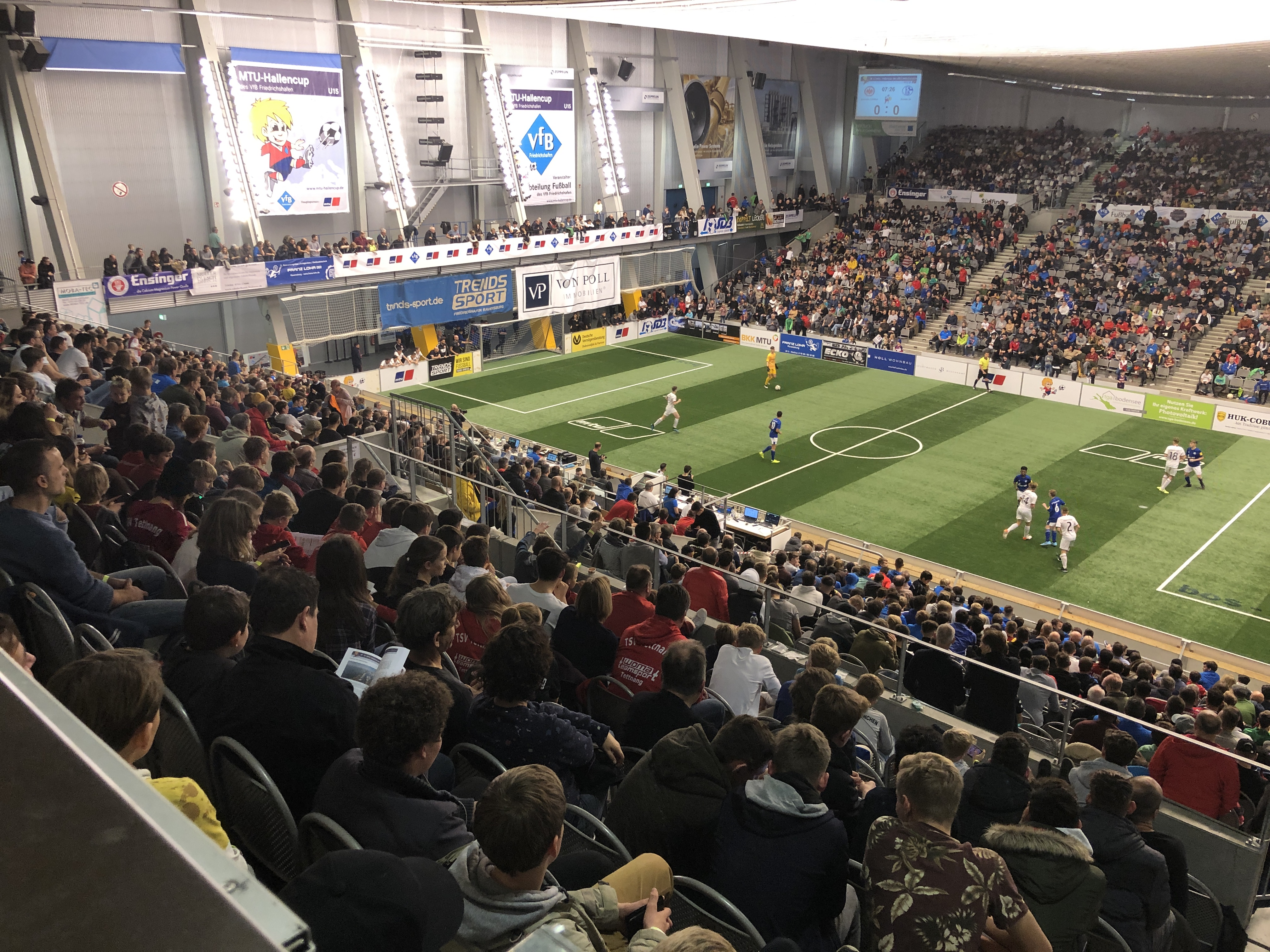
Bild des MTU Cup 2019 in der ZF-Arena Friedrichshafen

Der MTU Cup ist ein internationales C-Jugend-Fußballturnier, das jährlich Anfang Dezember in der ZF-Arena Friedrichshafen stattfindet. Es wird seit 2003 ausgetragen. Veranstalter ist der VfB Friedrichshafen. Mit 7.500 Zuschauern an zwei Turniertagen ist der MTU Cup das bestbesuchte U15-Hallenturnier der Welt.

## Rekorde
Rekordsieger ist der FC Barcelona mit fünf Turniersiegen. Rekordtorschütze ist Youssoufa Moukoko, welcher beim MTU Cup 2016 in elf Spielen 28 Tore erzielte. Der Finaltag des MTU Cups 2019 war mit 4.000 Zuschauern erstmals ausverkauft. Das offizielle YouTube-Video über den MTU Cup 2017 erreichte über 14 Millionen Aufrufe und ist das erfolgreichste YouTube-Video, welches je von einem deutschen Fußballverein veröffentlicht wurde. Dieser Erfolg wurde durch den DFB mit dem DFB Ehrenamtspreis 2019 ausgezeichnet.

## Das Turnier
Gespielt wird auf einem 40 × 20 Meter großen mit Gummigranulat gefüllten Kunstrasenfeld, das an allen Seiten mit einer ein Meter hohen Holzbande umgeben ist. Die Tore sind 5 × 2 Meter groß. Das Turnier dauert zwei Tage. Am Turnier nehmen 24 Mannschaften teil. Das Teilnehmerfeld besteht aus acht internationalen Profi-Mannschaften, acht deutschen Bundesligisten und acht Mannschaften aus Friedrichshafen und Umgebung.

## Bekannte Mannschaften
Viele internationale Spitzenteams wie der FC Barcelona, Atletico Madrid, Manchester United, FC Liverpool, FC Chelsea, Manchester City, FC Arsenal, AC Mailand, Juventus Turin, Ajax Amsterdam, Benfica Lissabon, FC Bayern München oder Borussia Dortmund nahmen am MTU Cup teil.

## Bisherige Sieger des MTU Cup
| Jahr | Sieger                   |
| ---- | ------------------------ |
| 2003 | FC Winterthur            |
| 2004 | Borussia Mönchengladbach |
| 2005 | FK Austria Wien          |
| 2006 | Borussia Dortmund        |
| 2007 | VfB Stuttgart            |
| 2008 | Eintracht Frankfurt      |
| 2009 | FC Schalke 04            |
| 2010 | FC Basel                 |
| 2011 | Dinamo Zagreb            |
| 2012 | FC Bayern München        |
| 2013 | FC Barcelona             |
| 2014 | FC Barcelona             |
| 2015 | FC Schalke 04            |
| 2016 | Eintracht Frankfurt      |
| 2017 | Ajax Amsterdam           |
| 2018 | FC Barcelona             |
| 2019 | FC Barcelona             |
| 2022 | FC Bayern München        |
| 2023 | FC Barcelona             |
| 2024 | VfB Stuttgart            |

- 5 Turniersiege: FC Barcelona (2013, 2014, 2018, 2019, 2023)
- 2 Turniersiege: Schalke 04 (2009 und 2014), Eintracht Frankfurt (2008 und 2016), FC Bayern München (2012 und 2022), VfB Stuttgart (2007 und 2024)

## Namensgeber
Die MTU Friedrichshafen ist seit dem ersten Turnier im Jahr 2003 Hauptsponsor und Namensgeber des MTU Cups.